# Ulysses Cruz
Ulysses Cruz (São Paulo, 22 de Setembro de 1952) é um diretor brasileiro.   

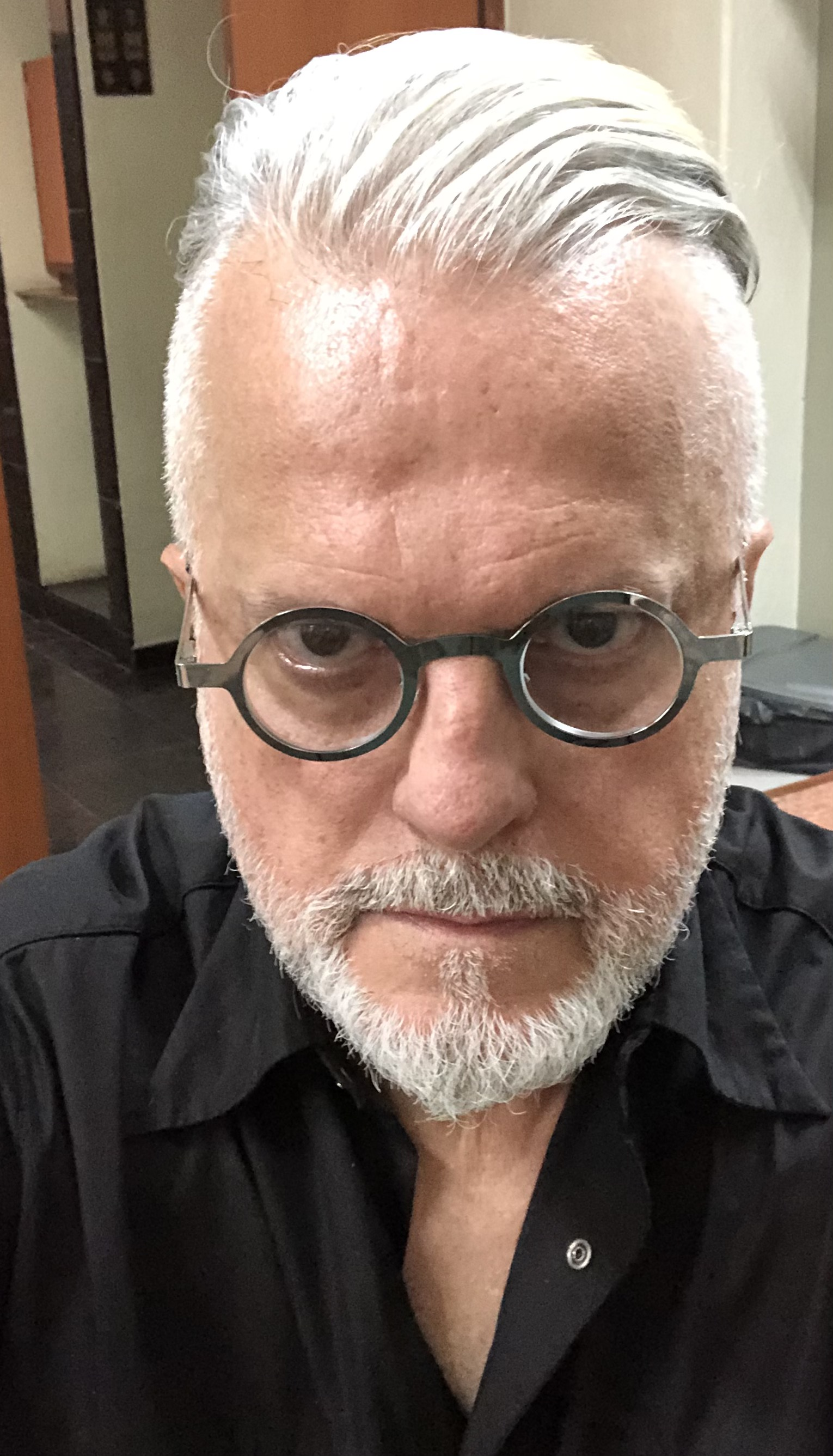
Ulysses Cruz, 2019

Dirigiu grandes nomes como Maria Bethânia no show Dadaya - as Sete Moradas. No teatro, Cássia Kis em O Zoológico de Vidro, Antônio Fagundes em Macbeth, Paulo Autran em Rei Lear, Ruth de Souza em Anjo Negro, Tarcísio Meira em O Camareiro, Marilia Gabriela em Constelações, em 2018 Regina Duarte em O Leão no Inverno. Na Rede Globo foi diretor artístico de 1997 a 2016 e comandou Criança Esperança até 2012, e novelas como Eterna Magia, Sabor da Paixão, Estrela Guia e as minisséries Um Só Coração e Muralha. 
Ganhou como carnavalesco e comissão de frente alguns carnavais com as escolas Vai-Vai em São Paulo e Viradouro no Rio de Janeiro. Em 2013 foi convidado para ser o diretor artístico da Jornada Mundial da Juventude com a presença do Papa Francisco na praia de Copacabana.

## TEATRO
1986
Grupo Boi Voador
Velhos Marinheiros - Jorge Amado
O Despertar da Primavera - Frank Wedekind

1987
Fragmentos de um discurso amoroso - Roland Barthes
Com Antônio Fagundes, Mara Caravalho, Marcos Winter e uutros

1988
A cerimônia do Adeus - Mauro Rasi
Com Laura Cardoso, Cleide Yaconis, Marcos Frota, Ângelo Antônio e outros
Erêndira (Gabriel García Márquez) - com grupo Delta
Henrique IV (Pirandello) - com Seiva Trupe (Portugal)

1989
Gota d’agua (Chico Buarque e Paulo Pontes) - com Seiva Trupe (Portugal)

1990
Pantaleão e as Visitadoras (Mário Vargas Llosa) - Com Cássia Kiss, Antônio Calloni, Casio Scapin e grupo Boi Voador.

1991
La Ronde (Arthur Schnitzler) - Com Lilia Cabral, Maria Padilha, Marcos Winter, Guilherme Leme e elenco.
História do Soldado (C.F. Ramuz e I. Stravisnky) - Com Antônio Fagundes, Antônio Petrin, Cacá Carvalho e Corpo de baile, coro e orquestra.
Corpo de Baile II (baseado na obra de Guimarães Rosa) - com Grupo Boi Voador.

1992
Macbeth (Willian Shakespeare) - Com Antônio Fagundes, Vera Fisher, Stênio Garcia, Paulo Goulart e elenco.
Astúrias: El Senhor Presidente (Miguel Angel Astúrias) - Com o Grupo Boi Voador (turnê pela Europa)

1993
Macbeth (Willian Shakespeare) com Seiva Trupe (Portugal)

1994
Anjo Negro (Nelson Rodrigues) - Christiana Guinle, Marcos Winter, Ida Gomes, Ruth de Souza e elenco
Vida Privada (Mara Carvalho) - com Antonio Fagundes e Mara Carvalho

1995
O Melhor do Homem (Carlota Zimmermann) - Com Rubens Caribe e Milhem Cortáz
Péricles, Príncipe de Tiro (Willian Shakespeare) - Com Cleyde Yáconis, Leonardo Brício, Rubens de Falco e elenco
Eu me Lembro (Geraldo Mayrynk e Fernando Moreira) com Irene Ravache
Rei Lear (Willian Shakespeare) - Paulo Autran, Karin Rodrigues, Suzana Faini

1996
A Dama do Mar (Henrik Ibsen) - Christiana Guinle, Paloma Duarte, Tereza Seiblitz, Floriano Peixoto e elenco
A Secreta Obscenidade de Cada Dia (Marco Antonio de La Parra) - Com Seiva Trupe (Portugal)

1997
Hamlet (Willian Shakespeare)- Marco Ricca, Julia Feldens, Ernani Moraes e elenco

1998
Ophélia (baseado na obra de Willian Shakespeare) - Martha Herr e Júlia Feldens

2000
Péricles, Príncipe de Tiro (Willian Shakespeare) - Leonardo Brício e elenco Seiva Trupe (Portugal)

2002
O Círculo das Luzes (Doc Comparato) - Pedro Paulo Rangel, Thiago Lacerda e outros

2007
Ópera do Danilo (Luiz Felipe Perdigão) - Força Aérea Brasileira

2008
O Zoológico de Vidro (Tennessee Williams) - Cássia Kiss, Kiko Mascarenhas, Eron Cordeiro e Karen Coelho.

2013
TRIBOS (Nina Raine) - Antônio Fagundes, Bruno Fagundes, Arieta Correa e outros. (2013 a 2016)

2014
SAMPA - O Musical - José Rubens Chachá, Thobias da Vai Vai, Elizeth Rosa e corpo de baile
Através de um Espelho (Bergman) com Gabriela Duarte, Nelson Baskerville e outros.

2015
O Camareiro (Ronald Harwood) com Tarcísio Meira, Kiko Mascarenhas, Karin Rodrigues, Silvio Matos, Ravel Cabral, Chris Couto e Karen Coelho.

2016
As Benevolentes (Jonathan Littell) - Com Thiago Fragoso.

2017
Rio + Brasil o Musical (Renata Mizrah) com Cris Viana, Cláudio Lins e elenco.

2018
O Leão no Inverno (James Goldman) com Regina Duarte, Leopoldo Pacheco e elenco.

2019-2020
Meu Quintal é maior que o mundo - Manoel de Barros, com Cassia Kis.
Zorro, nasce uma Lenda. Musical basedo na obra de Isabel Allende - com Leticia Spiller, Marcos Mion, Bruno Fagundes e elenco.

## TV
Rede Globo de Televisão

2001
Novela Estrela Guia - De Ana Maria Moretzhon

2002
Novela Sabor da Paixão - De Ana Maria Moretzhon

2004
Minissérie Um só Coração - De Maria Adelaide Amaral e Alcides Nogueira

2005
Xou da Xuxa - O Alquimista

2006
Sítio do Picapau Amarelo

2007
Eterna Magia - De Elisabeth Gin

2009/2010
Domingão do Faustão - Direção Geral

2009/2012
Criança Esperança - Direção Geral

2013
Jornada Mundial da Juventude - Com Papa Francisco - Direção Geral dos Atos Centrais